# Stomaphis liquidambarus
Stomaphis liquidambarus är en insektsart som beskrevs av Takahashi, R. 1925. Stomaphis liquidambarus ingår i släktet Stomaphis och familjen långrörsbladlöss. Inga underarter finns listade i Catalogue of Life.